# Heliophanus similior
Heliophanus similior är en spindelart som beskrevs av Ledoux 2007. Heliophanus similior ingår i släktet Heliophanus och familjen hoppspindlar. Inga underarter finns listade i Catalogue of Life.